# Мавританский конституционный референдум (1991)
Конституционный референдум в Мавритании проходил 12 июля 1991 года для одобрения новой Конституции страны. Конституция 1991 года включала введение многопартийной системы, двухпалатного парламента. Кроме этого, Конституция 1991 года снимала ограничения на количество президентских сроков. Конституция была одобрена подавляющим большинством голосов в 98 % при явке 85 %.